# Nazi punk
Naci-punk, nazi punk, neonacistički odraz u supkulturi punka. Istim imenom naziva se glazbeni žanr. Ponekad ga se naziva hatecore, što je samo djelimice točno, jer naci-punk obvezno ima primjesa nacističkog, dok hatecore karakterizira govor mržnje općenito, s i bez nacističkih natruha. 

## Svojstva
Stilski korijeni naci-punku su hardcore punk, punk rock, Oi! i white power glazba. Kulturalni korijeni su Ujedinjeno Kraljevstvo kasnih 1970-ih. Tipična glazbala su uz vokale gitara, bas-gitara i bubnjevi.
Zvuk naci-punka je kao i kod ostalih oblika punk rocka, ali razlikuje se po stihovima koji sadrže mržnju ka određenim manjinskim skupinama, poput nacionalnih manjina, Židova, homoseksualaca, anarhista i ostali percipiranih neprijatelja. 
Podžanr je punka koju je oštro suprotivan antiautoritarijanskim idejama koje prevladavaju u supkulturi punka. Punkeri iz rane faze poput Sida Viciousa i Siouxsie Siouxa inkorporirali su nacističke grafičke elemente poput kukastih križeva i to se obično predstavljalo kao pokušaj šokiranja, a ne da doista promiču načela nacizma. U dugo živućem bendu The Exploitedu člana Wattieja Buchana redovito su pitali o tetovaži kukastog križa i stalno je poricao da je rasist.

## Povijest
Korijeni naci-punka su u Engleskoj kasnih 70-ih 20. stoljeća s Oi! punk bendom Skrew-driver koji je promicao ideologiju o nadmoći bijele rase (white power). Vremenom je ta ideologija evoluirala i slizala se s nacističkom ideologijom. 
1978. u Britaniji je bijeli nacionalistički Nacionalni front imao mladešku organizaciju punkerski orijentiranu, imena Punk Front. Iako je postojala samo jednu godinu, unovačila je nekoliko engleskih punkera i isto tako formirala jedan broj "white power" (bijelih suprematističkih) punk bendova kao The Dentists (isto ime nosio je indie-pop bend The Dentists), The Ventz, Tragic Minds i White Boss.
Prvi koncert Rock Against Communism održan je u Engleskoj u Leedsu 1978., na kojem su se pojavili naci-punk bendovi The Dentists i The Ventz. Ranih 1980-ih, white power skinhead bend Brutal Attack privremeno se transformirao u naci-punk bend. Rekli su da su to učinili nadajući se da će tako lakše dobiti javne koncerte, ali ta taktika nije radila pa su se vratili na stari put rasističkog skinhead sastava.
U SAD se supkultura naci-punka pojavila ranih 1980-ih u hardcore punk sceni.
Britanski naci-punk bendovi postali su "gateway" droga za američku bjelačku supremaciju.
Naci-punk scena međunarodno je dobro umrežena, od Amerike do Rusije. Vrlo je prisutna u zadnje vrijeme u Poljskoj, Mađarskoj i Njemačkoj. Naci-punk je uvijek ostao marginalan, unatoč međunarodnoj umreženosti. Nikad nisu umrljali pokret punka koji je uvijek bio protiv ideologije vladanja nad drugim narodima, imun na rasizam i sve ideologije mržnje, okrenut radničkom sloju društva, liberalan ali ne liberalistički, protiv liberalizma.
Uz naci-punk scenu stasala je naci black metal scena, najjača u Skandinaviji, Njemačkoj, Nizozemskoj, Švicarskoj i drugim zemljama. Često se susreću sa zabranama koncerata i javnog okupljanja. 
Događa se nekim punk bendovima da zbog toga što su popularni na određenim krajnjedesničarski nastrojenim punk web-stranicama da ih smatraju predstavnicima naci punka, premda ne promoviraju ni nacizam niti se služe govorom mržnje. Protivljenje naci punku odrazilo se npr. skladbama Nazi Punks Fuck Off ili bendovima parodična imena kao Jewdriver.

## Vanjske poveznice
- National Socialist  Arhivirana inačica izvorne stranice od 9. veljače 2017. (Wayback Machine) Punk Nazi punk history, ideology and music (eng.)
- NME Luke Morgan Britton: Anti-Nazi punk band set to top German charts in protest against refugee arson attacks
- Urban Dictionary Nazi Punk